# أوروش ميتروفيتش
أوروش ميتروفيتش (بالصربية: Урош Митровић) مواليد 24 يناير 1984 في بلغراد، جمهورية يوغوسلافيا الاشتراكية الاتحادية، هو لاعب كرة يد صربي. مثل منتخب صربيا لكرة اليد.

## سجل المنافسة
شارك في البطولات التالية:
- بطولة أوروبا لكرة اليد للرجال 2014